# Paul Benioff
Paul Anthony Benioff (1. května 1930 Pasadena, Los Angeles County, Kalifornie – 29. března 2022 Downers Grove, Illinois) byl americký fyzik, který stál u zrodu kvantových počítačů. Znám je především svým výzkumem v oblasti kvantové teorie informace ze 70. a 80. let 20. století, kdy prokázal teoretickou možnost existence kvantových počítačů tím, že jako první popsal kvantově mechanický model takového počítače. Popisem Turingova stroje Schrödingerovou rovnicí ukázal, že počítač může pracovat podle zákonů kvantové mechaniky. Benioffova celoživotní práce v oblasti kvantové teorie informace zahrnuje kvantové počítače, kvantové roboty a vztah mezi základy logiky, matematiky a fyziky.

## Raný život a vzdělání
Benioff se narodil 1. května 1930 ve městě Pasadena v okresu Los Angeles v Kalifornii. Byl ženatý s Hannelore Benioff. Jeho otec, Dr. Hugo Benioff Ph.D., byl profesorem seismologie na California Institute of Technology (Caltech) a jeho matka, Alice Pauline Silverman, získala magisterský titul v angličtině na Kalifornské univerzitě v Berkeley.
Benioff také navštěvoval Berkeley, kde v roce 1951 získal bakalářský titul z botaniky. Po dvou letech působení ve společnosti Tracerlab, kde se zabýval jadernou chemii, se vrátil do Berkeley. V roce 1959 získal doktorát – titul Ph.D., v jaderné chemii.

## Kariéra
V roce 1960 strávil rok jako postdoktorand na Weizmannově vědeckém institutu (anglicky Weizmann Institute of Science) v Izraeli. Poté byl jako Fordův stipendista (anglicky Ford Fellow) šest měsíců na institutu Nielse Bohra (anglicky Niels Bohr Institute) v Kodani. V roce 1961 zahájil dlouhou kariéru v Argonnské národní laboratoři (anglicky Arrgonne National Laboratory), nejprve v jejím oddělení Chemie (anglicky Chemistry Division) a později – od roku 1978, v oddělení Vlivu na životní prostředí (anglicky Environmenal Impact Division). V Argonne pracoval až do svého odchodu do důchodu v roce 1995. Ve výzkumu v laboratoři pokračuje na oddělení Fyziky (anglicky Physics Division) jako emeritní vědec i po odchodu do důchodu.
V roce 1979 mimo to přednášel základy kvantové mechaniky jako hostující profesor na Telavivské univerzitě v Izraeli a v letech 1979 a 1982 působil jako hostující vědec v národním výzkumném centru CNRS v Marseille ve Francii.

## Výzkum

### Kvantové počítače
Teoretickou realizovatelnost kvantových počítačů začal zkoumat v 70. letech 20. století. Svůj raný výzkum završil článkem publikovaným v roce 1980, ve kterém popsal kvantově mechanický model Turingova stroje. Tato práce byla založena na klasickém popisu reverzibilních Turingových strojů, který v roce 1973 podal fyzik Charlesem Henry Bennett.
Benioffův model kvantového počítače byl reverzibilní a nerozptyloval energii. V té době se objevilo několik článků, které tvrdily, že vytvoření reverzibilního modelu kvantového počítače není možné. Benioffův článek jako první ukázal, že reverzibilní kvantové počítače jsou teoreticky možné, což následně ukázalo na obecnou možnost existence kvantových počítačů. Tato práce, spolu s pozdějšími pracemi několika dalších autorů, včetně Davida Deutsche, Richarda Feynmana a Petera Shora, iniciovala vznik oboru kvantových počítačů.
V roce 1982 Benioff publikoval článek, kde svůj původní model kvantově mechanických Turingových strojů dále rozvinul. Tato práce postavila kvantové počítače na pevný teoretický základ. Richard Feynman poté vytvořil univerzální kvantový simulátor. Na práce Benioffa a Feynmana navázal Deutsch, když připustil, že kvantovou mechanikou lze výpočetní problémy řešit rychleji než na klasických počítačích. V roce 1994 pak Shor popsal faktorizační algoritmus, který je považován za exponenciálně rychlejší oproti klasickým počítačům.
Poté, co Benioff a jeho kolegové z oboru publikovali několik dalších článků o kvantových počítačích, začala tato myšlenka získávat na popularitě v průmyslu, bankovnictví a vládních agenturách. Tato oblast je nyní (rok 2021) rychle se rozvíjejícím oborem výzkumu, který by mohl najít uplatnění v kybernetické bezpečnosti, kryptografii, modelování kvantových systémů a dalších oblastech.

### Další výzkum
Během své kariéry v Argonne prováděl Benioff výzkum v mnoha oblastech, včetně matematiky, fyziky a chemie.
V Oddělení chemie se věnoval výzkumu teorie jaderných reakcí a vztahu mezi základy fyziky a matematiky.
Po nástupu do Oddělení vlivu na životní prostředí (anglicky Environmental Impact Division) v roce 1978, Benioff pokračoval v práci na kvantových počítačích (výpočtech) a na základních otázkách. Jednalo se o popisy kvantových robotů, kvantově mechanické modely různých typů čísel a další témata. K závěru studoval vliv číselného měřítka – škálování čísel (anglicky number scaling), a lokální matematiky – souboru matematických systémů umístěných v každém prostorovém a časovém bodě (anglicky local mathematics), na fyziku a geometrii. V práci na těchto a dalších základních tématech pokračoval jako emeritní profesor.

## Ocenění a uznání
- 2016, konference v Argonne pořádaná na počest jeho práce v oblasti kvantových počítačů
- 2000, cena Quantum Communication Award udělovaná Mezinárodní organizací pro kvantovou komunikaci, počítače a měření (anglicky International Organization for Quantum Communication, Computing, and Measurement)
- 2000, cena Quantum Computing and Communication Prize udělovaná japonskou univerzitou Tamagawa
- 2001, členství v Americké fyzikální společnosti (anglicky American Physical Society)[11]
- 2002, nositel zvláštní medaile Chicagské univerzity za vynikající výsledky v Argonnské národní laboratoři (anglicky Argonne National Laboratory)

## Vybrané vědecké práce
- ”Cosmic-ray production rate and mean removal time of beryllium-7 from the atmosphere," Physical Review, Vol. 104, 1956, pp. 1122–1130.
- ”Information theory in quantum statistical mechanics," Physics Letters, Vol. 14, 1965, pp. 196–197.
- ”Some aspects of the relationship between mathematical logic and physics. I," Journal of Mathematical Physics, Vol. 11, 1970, pp. 2553–2569.
- ”Some aspects of the relationship between mathematical logic and physics. II," Journal of Mathematical Physics, Vol. 12, 1971, pp. 360–376.
- ”Operator valued measures in quantum mechanics: finite and infinite processes," Journal of Mathematical Physics, Vol. 13, 1972, pp. 231–242.
- ”Decision procedures in quantum mechanics," Journal of Mathematical Physics, Vol. 13, 1972, pp. 908–915.
- ”Procedures in quantum mechanics without Von Neumann's projection axiom," Journal of Mathematical Physics, Vol. 13, 1972, pp. 1347–1355.
- ”Some consequences of the strengthened interpretative rules of quantum mechanics," Journal of Mathematical Physics, Vol. 15, 1974, pp. 552–559.
- ”Models of Zermelo Frankel set theory as carriers for the mathematics of physics. I", Journal of Mathematical Physics, Vol. 17, 1976, pp. 618–628.
- ”Models of Zermelo Frankel set theory as carriers for the mathematics of physics. II," Journal of Mathematical Physics, Vol. 17, 1976, pp. 629–640.
- ”Finite and infinite measurement sequences in quantum mechanics and randomness: The Everett interpretation," Journal of Mathematical Physics, Vol. 18, 1977, pp. 2289–2295.
- "The computer as a physical system: A microscopic quantum mechanical Hamiltonian model of computers as represented by Turing machines", Journal of Statistical Physics, Vol. 22, 1980, pp. 563–591.
- "Quantum mechanical hamiltonian models of turing machines", Journal of Statistical Physics, Vol. 29, 1982, pp. 515–546.
- "Quantum Mechanical Models of Turing Machines That Dissipate No Energy", Phys. Rev. Lett., Vol. 48, 1982, pp. 1581–1585.
- "Quantum mechanical Hamiltonian models of discrete processes that erase their own histories: Application to Turing machines, Int. J". Theor. Phys., Vol. 21, 1982, pp. 177–201.
- "Comment on 'Dissipation in Computation'," Physical Review Letters, Vol. 53, 1984, pp. 1203.
- "Quantum Mechanical Hamiltonian Models of Computers", Annals New York Academy of Sciences, Vol. 480, 1986, pp. 475–486.
- "Quantum ballistic evolution in quantum mechanics: Application to quantum computers", Phys. Rev. A, Vol. 54, 1996, pp. 1106–1123, Arxiv.
- "Tight binding Hamiltonians and Quantum Turing Machines", Phys. Rev. Lett., Vol. 78, 1997, pp. 590–593.
- "Transmission and spectral aspects of tight binding hamiltonians for the counting quantum turing machine," Physical Review B, Vol. 55, 1997, pp. 9482–9493.
- "Models of Quantum Turing Machines", Fortschritte der Physik, Vol. 46, 1998, pp. 423–441, Arxiv.
- "Quantum robots and environments", Phys. Rev. A, Vol. 58, 1998, pp. 893–904, Arxiv.
- "Quantum Robots and Quantum Computers", in: A. J. G. Hey (Hrsg.), Feynman and Computation, Perseus Books 1999, pp. 155–176, Arxiv.
- "A simple example of definitions of truth, validity, consistency, and completeness in quantum mechanics," Physical Review A, Vol. 59, 1999, pp. 4223–4252.
- "The Representation of Natural Numbers in Quantum Mechanics", Phys. Rev. A, Vol. 63, 2001, 032305, Arxiv.
- "Efficient Implementation and the Product State Representation of Numbers", Phys. Rev. A, Vol. 64, 2001, pp. 052310, Arxiv.
- "Language is physical," Quantum Information Proceedings, Vol. 1, 2002, pp. 495–509.
- "Use of mathematical logical concepts in quantum mechanics: an example," Journal of Physics A: Mathematical and General, Vol. 35, 2002, pp. 5843–5857.
- "Towards a Coherent Theory of Physics and Mathematics", Found. Phys., Vol. 32, 2002, pp. 989–1029, Arxiv.
- "The Representation of Numbers in Quantum Mechanics", Algorithmica, Vol. 34, 2002, pp. 529–559, Arxiv.
- "Towards a Coherent Theory of Physics and Mathematics: The Theory-Experiment Connection", Foundations of Physics, Vol. 35, 2005, pp. 1825–1856, Arxiv.
- "Representation of complex rational numbers in quantum mechanics", Phys. Rev. A, Vol. 72, 2005, pp. 032314, Arxiv.
- “Fields of quantum reference frames based on different representations of rational numbers as states of qubit strings.” Submitted to proceedings, 3rd Feynman Festival, University of Maryland, 2006, Journal of Physics: Conference Series 70 (2007) 012003.
- "A representation of real and complex numbers in quantum theory," International Journal of Pure and Applied Mathematics, Vol. 39, 2007, pp. 297–339.
- "Reference frame fields based on quantum theory representations of real and complex numbers," Advances in Quantum Computation, Vol. 482, 2009, pp. 125–163.
- “Effects on quantum physics of the local availability of mathematics and space time dependent scaling factors for number systems.” Chapter 2, in Advances in Quantum Theory, I. I. Cotaescu (Ed.), Intech open access publisher, 2012.
- “Gauge theory extension to include number scaling by boson field: Effects on some aspects of physics and geometry.” Chapter in Recent Developments in Bosons Research, Ignace Tremblay (Ed.), Nova Press, 2013.
- "Fiber bundle description of number scaling in gauge theory and geometry," Quantum Studies: Mathematics and Foundations, Vol. 2, 2015, pp. 289–313.
- "Effects of a scalar scaling field on quantum mechanics," Quantum Information Processing, Vol. 15(7), 2016, pp. 3005–3034.
- "The no information at a distance principle and local mathematics: some effects on physics and geometry," Theoretical Information Studies, submitted.